# Shamrock (Oklahoma)
Shamrock es un pueblo ubicado en el condado de Creek en el estado estadounidense de Oklahoma. En el año 2010 tenía una población de 	101 habitantes y una densidad poblacional de 112,22 personas por km².

## Geografía
Shamrock se encuentra ubicado en las coordenadas 35°54′39″N 96°34′48″O / 35.91083, -96.58000 (35.910737, -96.580131).

## Demografía
Según la Oficina del Censo en 2000 los ingresos medios por hogar en la localidad eran de $21,250 y los ingresos medios por familia eran $21,875. Los hombres tenían unos ingresos medios de $22,917 frente a los $15,000 para las mujeres. La renta per cápita para la localidad era de $9,948. Alrededor del 29.5% de la población estaban por debajo del umbral de pobreza.